# Ciclismo nos Jogos Olímpicos de Verão de 2008 - Velocidade por equipes masculino
A prova de velocidade por equipes masculina do ciclismo olímpico ocorreu em 15 de agosto no Velódromo Laoshan.

## Medalhistas
|  | GBR Grã-Bretanha                  |  | FRA França                                 |  | GER Alemanha                             |
|  | Chris Hoy Jason Kenny Jamie Staff |  | Grégory Baugé Kévin Sireau Arnaud Tournant |  | René Enders Maximilian Levy Stefan Nimke |

## Formato da competição
Na fase de classificação, cada equipe (composta de três ciclistas) faz uma tomada de tempo que consiste de três voltas, com cada ciclista liderando uma volta. Os oito melhores times avançam para a segunda fase. Nela, são divididos em quatro baterias. O vencedor de cada bateria avança para a disputa de medalhas: os dois melhores tempos disputam o ouro e os dois piores disputam o bronze.

## Resultados

### Fase classificatória
| Pos. | País                | Ciclistas                                                      | Resultado |
| 1.   | GBR Grã-Bretanha    | Chris Hoy Jason Kenny Jamie Staff                              | 42.950    |
| 2.   | FRA França          | Grégory Baugé Kévin Sireau Arnaud Tournant                     | 43.541    |
| 3.   | GER Alemanha        | René Enders Maximilian Levy Stefan Nimke                       | 44.197    |
| 4.   | NED Países Baixos   | Theo Bos Teun Mulder Tim Veldt                                 | 44.213    |
| 5.   | AUS Austrália       | Daniel Ellis Mark French Shane Kelly                           | 44.335    |
| 6.   | JPN Japão           | Kiyofumi Nagai Tomohiro Nagatsuka Kazunari Watanabe            | 44.454    |
| 7.   | MAS Malásia         | Azizulhasni Awang Josiah Ng Mohd Rizal Tisin                   | 44.752    |
| 8.   | USA Estados Unidos  | Michael Blatchford Adam Duvendeck Giddeon Massie               | 45.346    |
| 9.   | CHN China           | Feng Yong Li Wenhao Zhang Lei                                  | 45.556    |
| 10.  | GRE Grécia          | Athanasios Mantzouranis Vasileios Reppas Panagiotis Voukelatos | 45.645    |
| 11.  | CZE República Checa | Tomáš Bábek Adam Ptáčník Denis Špička                          | 45.678    |
| 12.  | RUS Rússia          | Sergey Polynskiy Denis Dmitriev Sergey Kucherov                | 45.964    |
| 13.  | POL Polônia         | Maciej Bielecki Kamil Kuczyński Łukasz Kwiatkowski             | 45.266    |

### Primeira fase
| Bateria | País               | Tempo  | Pos. |
| 1       | AUS Austrália      | 44.090 | 4    |
| 1       | NED Países Baixos  | 44.212 | 5    |
| 2       | GER Alemanha       | 43.699 | 3    |
| 2       | JPN Japão          | 44.437 | 6    |
| 3       | FRA França         | 43.656 | 2    |
| 3       | MAS Malásia        | 44.822 | 7    |
| 4       | GBR Grã-Bretanha   | 43.034 | 1    |
| 4       | USA Estados Unidos | 45.423 | 8    |

### Disputas de medalhas
| Disputa | País             | Tempo  | Result. |
| ------- | ---------------- | ------ | ------- |
| Ouro    | GBR Grã-Bretanha | 43.128 |         |
| Ouro    | FRA França       | 43.651 |         |
| Bronze  | GER Alemanha     | 44.014 |         |
| Bronze  | AUS Austrália    | 44.022 | 4       |